# Nova Andradina
Nova Andradina este un oraș în Mato Grosso do Sul (MS), Brazilia.